# Parque nacional Delta del Orinoco-Mariusa
El Parque Nacional Delta del Orinoco-Mariusa se encuentra en el estado de Delta Amacuro en Venezuela. El territorio es de selva y agua. Cuenta con lagos de arena movediza, con una fauna rica y única en el mundo. Territorio ocupado por los indígenas warao. Viven en chozas construidas encima del agua (palafitos). Este inmenso parque creado en 1991 está ubicado justo en el medio de la desembocadura del Orinoco. Con tanta agua y solo tiene una isla  Isla Mariusa.
- Datos: Q110100578